# Provincia di Boulgou
La provincia di Boulgou è una delle 45 province del Burkina Faso, situata nella Regione del Centro-Est. Il capoluogo è Tenkodogo.

## Struttura della provincia
La Provincia di Boulgou comprende 13 dipartimenti, di cui 3 città e 10 comuni:

### Città
- Tenkodogo
- Bitou
- Garango

### Comuni
- Bagré
- Bané
- Béguédo
- Bissiga
- Boussouma
- Komtoèga
- Niaogho
- Zabré
- Zoaga
- Zonsé